# Graphium wallacei
Graphium wallacei är en fjärilsart som först beskrevs av William Chapman Hewitson 1858.  Graphium wallacei ingår i släktet Graphium och familjen riddarfjärilar. Inga underarter finns listade i Catalogue of Life.

## Bildgalleri

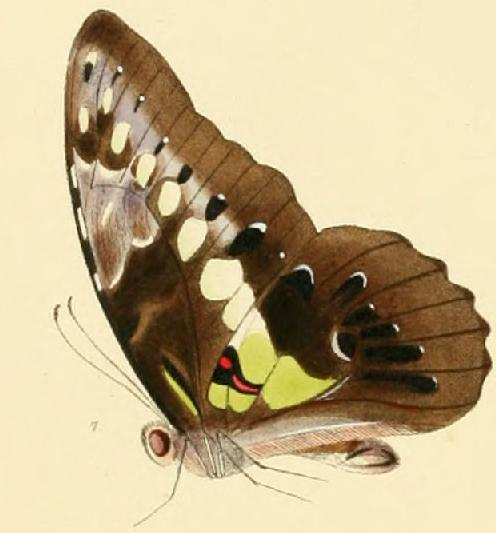
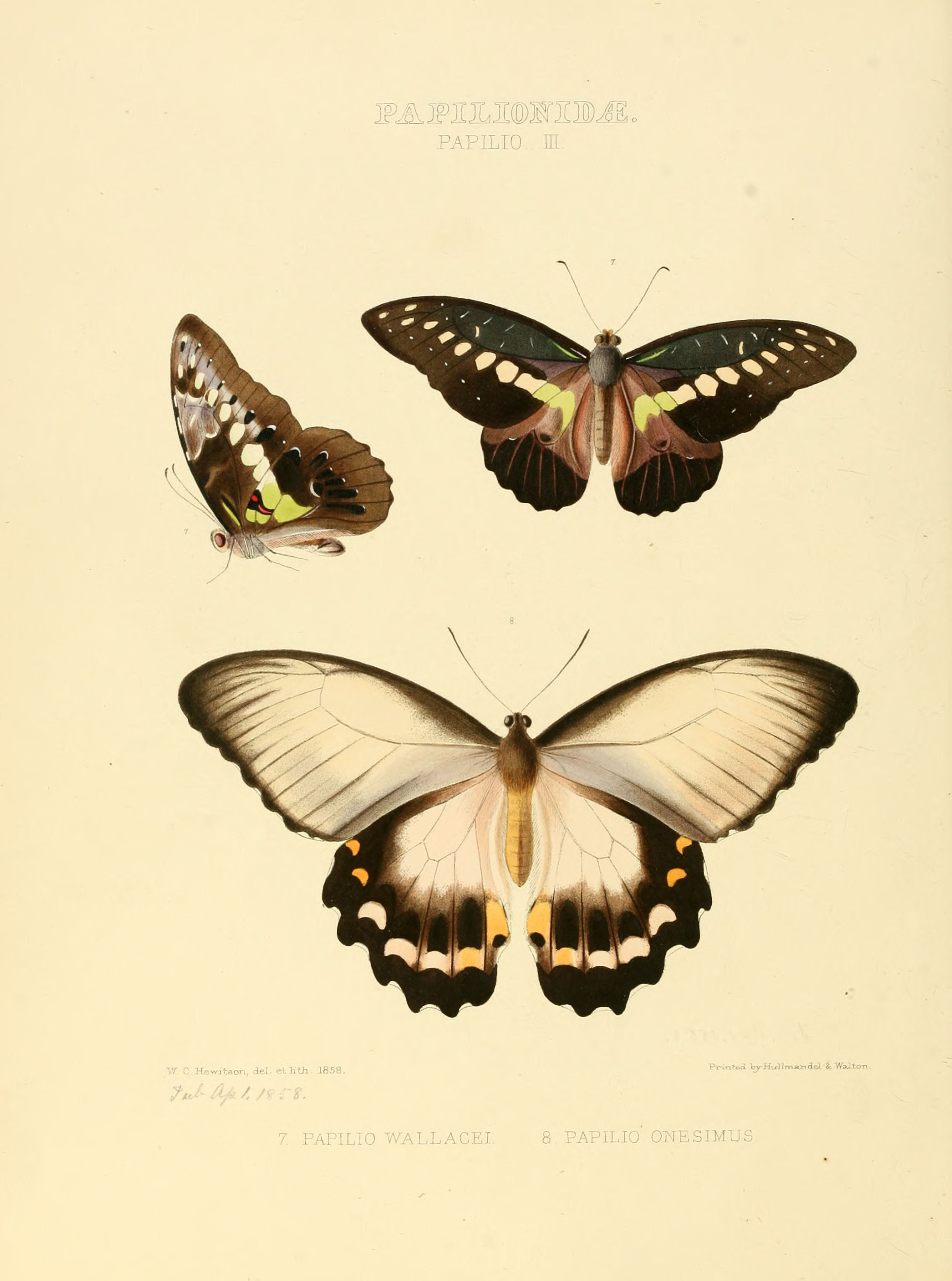